# Atrezja nozdrzy tylnych
Atrezja nozdrzy tylnych (łac. atresia choanae, ang. choanal atresia) – wada rozwojowa polegająca na wrodzonej niedrożności nozdrzy tylnych. Atrezja może być jedno- (60%) albo obustronna (40%); wada jest częstsza u płci żeńskiej.
W około 9% przypadków wada występuje rodzinnie. Atrezja nozdrzy tylnych występuje szczególnie często jako składowa asocjacji CHARGE (OMIM#214800) i zespołu Treacher Collinsa (OMIM#154500).
Leczenie wady jest chirurgiczne.